# Terreno pubblico
Terreno pubblico (o terra pubblica) è il termine comunemente usato in tutti gli stati moderni per indicare il terreno che appartiene al governo centrale o locale di uno stato (come ad esempio a regioni, province o comuni), come accade nella maggior parte degli stati dell'Unione europea, compresa l'Italia. La terminologia specifica può variare a seconda dei paesi e del linguaggio, così come la sua tutela e la sua gestione.

## Commonwealth
In molti paesi componenti il Commonwealth come Australia, Nuova Zelanda e Canada, la terra pubblica coincide con la terra della corona. Recenti proposte di vendere tale terra a privati hanno generato sentimenti contrapposti.

## Francia
In Francia, il domaine public appartiene ai comuni, ai départements, o allo stato centrale.

## Portogallo
In Portogallo la terra è di proprietà unicamente statale, mentre nelle due uniche regioni autonome (Azzorre e Madeira) essa è di proprietà dei governi locali (municípios e freguesias) e possono essere di due tipi: dominio pubblico (in portoghese: domínio público) e dominio privato (in portoghese: domínio privado). Quest'ultimo può essere venduto in quanto proprietà privata, mentre quello pubblico non può essere venduto e viene riservato unicamente per intenti di pubblica utilità (anche se può essere venduto a privati dopo 75 anni di inutilizzo in molti casi). Esempi di quest'ultima categoria sono le spiagge costiere e dei fiumi, strade, ferrovie, porti, aree militari, monumenti. Il demanio statale è diretto dalla Direção-Geral do Tesouro e Finanças e dalle sue propaggini minori.

## Israele

### Cisgiordania
In Israele, in Cisgiordania, le leggi relative alla proprietà terriera si rifanno ancora all'Impero ottomano e specificano che la terra non lavorata per dieci anni divenga per diritto "terra di stato". Questo fatto è divenuto la base per decidere di alcune cause intentate dagli arabi locali contro alcuni insediamenti israeliani creati in una terra che si presume quindi statale (vedi Halamish).

## Stati Uniti

Mappa di tutte le terre federali negli Stati Uniti.

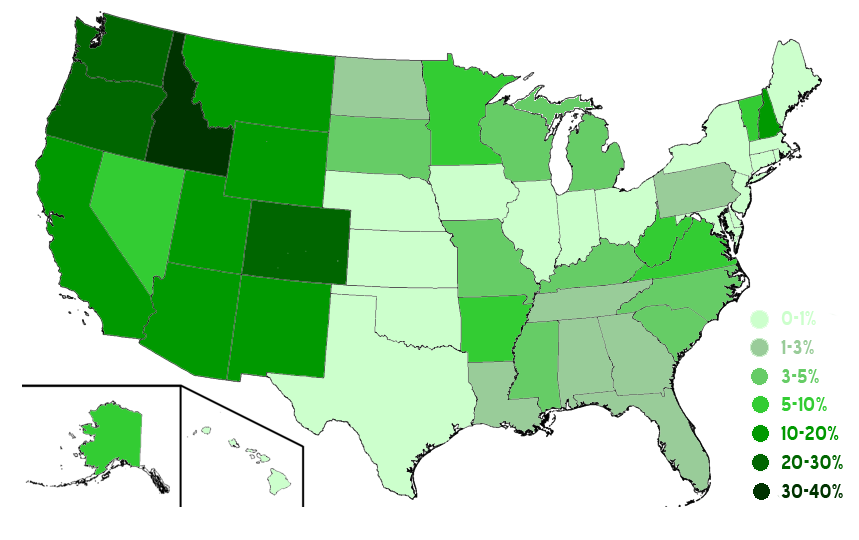
La terra pubblica negli Stati Uniti ammonta a 780.000 km² del totale del terreno nazionale, occupando quindi l'8% dell'area totale degli Stati Uniti.

Negli Stati Uniti ciascuna delle entità governative (città, contee, stati e governo federale) amministra la propria terra pubblica.
La maggior parte della terra pubblica statunitense è gestita tramite il Bureau of Land Management (BLM), l'United States National Park Service, Bureau of Reclamation o l'Fish and Wildlife Service sotto il Department of the Interior, o l'United States Forest Service sotto il Department of Agriculture. Altre agenzie federali che gestiscono il terreno pubblico sono la National Oceanic and Atmospheric Administration e l'United States Department of Defense, che include quindi anche i U.S. Army Corps of Engineers.
In generale, il Congresso deve legiferare la creazione o l'acquisizione di nuova terra pubblica, come ad esempio per i parchi nazionali; ad ogni modo, sulla base dell'Antiquities Act del 1906, noto come National Monuments Act, il Presidente può designare dei monumenti nazionali senza autorizzazione del Congresso su terra pubblica, legandola così all'interesse nazionale.
Ciascuno stato può dare disposizioni poi per lo sfruttamento della terra pubblica con specifiche regole: non più di 5,2 km² per ogni città e quasi esclusivamente per attività estrattive e minerarie. Tutti gli stati dispongono di propri parchi nazionali protetti, foreste di stato ed aree protette per il ripopolamento della fauna locale.